# Manfred Nerlinger
Manfred Nerlinger (ur. 27 września 1960 w Monachium) – niemiecki sztangista. Trzykrotny medalista olimpijski.

## Kariera sportowa
Urodził się w RFN i do zjednoczenia Niemiec startował w barwach tego kraju. Brał udział w czterech igrzyskach olimpijskich (IO 84, IO 88, IO 92, IO 96), na trzech zdobywał medale w wadze superciężkiej, srebro w 1988, brąz w 1984 i 1992. Zdobył pięć medali mistrzostw świata: srebrne w 1986,1991 i 1993 oraz brązowe w 1984 i 1985. Na mistrzostwach Europy zdobył złoto w 1993, srebro w 1990, 1991 i 1995 oraz brąz w 1988. Pobił jeden rekord świata.